# Ławka Schillera w Toruniu
Ławka Schillera w Toruniu – ławka ustawiona w parku na ul. Rybaki, na Bydgoskim Przedmieściu w Toruniu, upamiętniająca poetę, dramaturga i historyka Friedricha Schillera. Pierwotnie miała zostać odsłonięta w 1905 roku, w 150. rocznicę urodzin Schillera, jednak w terminie zdołano wyłącznie zasadzić pamiątkową lipę. Została wykonana w 1909 lub 1910 roku. Inicjatorem budowy był dyrektor toruńskiego liceum dr Maydarn. Ławka została odrestaurowana i przestawiona w inną część parku w 2004 (według innego źródła 2005) roku, za sprawą zabiegów toruńskiego fotografika Jacka Chmielewskiego. Ponownie została oddana do użytku 21 września 2005 roku.
Ławkę wykonano z szaro-białego marmuru. Na zaplecku, w centrum, znajduje się brązowa plakieta z reliefem poety. Pod plakietką widnieje napis: Schiller.